# Jasionowa Dolina
Jasionowa Dolina est une localité polonaise de la voïvodie de Podlachie et du powiat de Sokółka.